# Mark Nicolaidis
Mark William Nicolaidis (* 20. Juli 2000 in Brisbane) ist ein australischer Volleyball- und Beachvolleyballspieler.

## Karriere Hallen-Volleyball
Der aus Brisbane stammende Athlet startete seine Karriere als Hallenvolleyballer im Erwachsenenbereich 2016 bei den Queensland Pirates. Die konnten nach einem zweiten Platz in der Vorsaison ihren Erfolg aus den beiden Spieljahren 2013/14 und 2014/15 wiederholen, als sie nach langen Jahren ohne Titelgewinn zwei Mal in Folge die Meisterschaft errangen. Dies gelang ihnen ab 2016/17 sogar vier  Mal hintereinander, immer stand  Nicolaidis im Kader des Serienmeisters. Auch in den beiden folgenden Saisons blieb der aus Queensland stammende Sportler seinem Verein treu, eine Meisterschaft wurde jedoch nicht ausgetragen.

## Karriere Beachvolleyball
Eine Spielzeit später als seine Karriere im Hallensport startete Mark Nicolaidis 2017 seine Laufbahn im Sand. Mit seinem ersten Partner James Takken gewann er die Bronzemedaille bei den Commonwealth Jugendspielen im Juli des gleichen Jahres in Nassau auf den Bahamas. Die beiden Australier qualifizierten sich 2018 durch einen Sieg bei der Vorausscheidung in Ozeanien für die Olympischen Jugendspiele in Buenos Aires, dort belegten sie den neunten Platz. Bei der U21-WM in Udonthani wurden sie Siebzehnte.
Seit Anfang 2022 bilden Izac Carracher und Mark Nicolaidis ein Team. Erster Achtungserfolg war ein Sieg beim Future-Event in ihrem Heimatland in Coolangatta. Die anschließende Teilnahme und die endgültige Platzierung bei den Beachvolleyball-Weltmeisterschaften in Rom war jedoch der größte Erfolg der beiden australischen Beachvolleyballer bis zu diesem Zeitpunkt. Nach der Dreisatzniederlage zum Auftakt gegen Alison Cerutti und Guto Carvalhaes besiegten sie ebenfalls in drei Sätzen deren brasilianischen Landsleute Renato Lima und Vitor Felipe sowie die Athleten aus Nicaragua Ruben Mora und Denis López. Durch die Punktgleichheit mit den zwei südamerikanischen Teams entschied der Ballpunktequotient aus den Begegnungen untereinander zugunsten der Australier, die so in der Gruppe L den ersten Platz erreichten. In der ersten Hauptrunde behielten sie gegen die Norweger Mathias Berntsen und Hendrik Mol in zwei Sätzen die Oberhand. Im Achtelfinale unterlagen Izac Carracher und Mark Nicolaidis den Brasilianern André Loyola und George Wanderley, dies bedeutete den geteilten neunten Platz in der Endabrechnung. Weitere bedeutende Ergebnisse gelangen den beiden als Achtelfinalisten bei den Elite16–Events in Paris, Kapstadt und Torquay sowie bei den Asienmeisterschaften und durch den Einzug in die Runde der besten acht beim Challenge in der australischen Kleinstadt im Bundesstaat Victoria.
Ein Jahr später verbesserten sie sich bei den kontinentalen Titelkämpfen in Asien auf den geteilten fünften Rang. Bei der WM reichte es dagegen nur zur Lucky-Loser-Runde. Besser lief es im November mit dem Halbfinaleinzug beim Challenger in Chiang Mai. Dies war das beste Resultat, dass die Australier bis dahin bei der Weltserie erzielt hatten. 2024 konnten Nicolaidis und Carracher in Mollymook, also wieder in ihrem Heimatland, den zweiten Future-Sieg ihrer Karriere verbuchen. Ihr bestes jemals erzieltes Elite16-Ergebnis bis zu diesem Zeitpunkt erreichten sie, als sie in Espinho zunächst die Qualifikation überstanden und anschließend im Pool C alle Gegner einschließlich der Weltranglistenfünften Nils Ehlers und Clemens Wickler besiegten und so den geteilten fünften Rang erkämpften. Sportlich mindestens genauso wertvoll war ihr Sieg beim AVC Beach Volleyball Continental Cup Finale des gleichen Jahres, als sie gemeinsam mit Paul Burnett und Jack Pearse sich und ihrem Nationalverband einen Startplatz für die Olympischen Spiele sicherten. In Paris blieben sie jedoch satz- und sieglos. Deutlich besser lief es anschließend in Hamburg. Nach zwei Siegen in der Gruppenphase unter anderem ein weiteres Mal gegen die deutschen Silbermedaillengewinner der Spiele entschieden sie auch die Round of 12 für sich und konnten so ihr Resultat von Espinho wiederholen. Zum dritten Mal Fünfte bei einem Elite16 wurden sie im August 2025 in Montreal. Nachdem sie zwei Qualifikationsrunden unbeschadet überstanden und in der Poolphase die Deutschen Paul Henning und Lui Wüst besiegt hatten, konnten sie danach deren Landsleute Lukas Pfretzschner und Sven Winter ausschalten, bevor sie im Viertelfinale von den amtierenden Weltmeistern Ondřej Perušič und David Schweiner gestoppt wurden. Zuvor hatten die Australier sich bei den Challengers in Alanya in die Vorschlussrunde und in Baden in die Runde der besten acht Teams gekämpft.